# Olympische Geschichte Dschibutis
| Gelbes Symbol für Goldmedaillen mit stilisierten Olympischen Ringen | Graues Symbol für Silbermedaillen mit stilisierten Olympischen Ringen | Braundes Symbol für Bronzemedaillen mit stilisierten Olympischen Ringen |
| ------------------------------------------------------------------- | --------------------------------------------------------------------- | ----------------------------------------------------------------------- |
| —                                                                   | —                                                                     | 1                                                                       |

Dschibuti, dessen NOK (Comité Olympique Djiboutien) 1983 gegründet wurde, schickt seit der Anerkennung durch das IOC 1984 Sportler zu Olympischen Sommerspielen. Nur 2004 wurde auf eine Teilnahme verzichtet. An Winterspielen nahm der ostafrikanische Kleinstaat, der 1977 unabhängig wurde, nie teil.

## Übersicht
Die ersten Olympioniken Dschibutis waren am 12. August 1984 in Los Angeles die Marathonläufer Djama Robleh, Ahmed Salah und Omar Abdillahi Charmarke. Vier Jahre später in Seoul konnte Ahmed Salah im Marathonlauf die erste und bislang (Stand 2022) einzige olympische Medaille gewinnen. Salah erreichte als Dritter das Ziel und gewann die Bronzemedaille. In Seoul nahm erstmals ein Segelsportler aus Dschibuti teil.
1992 in Barcelona traten erstmals Judoka an. Die 800-Meter-Läuferin Roda Ali Wais war 2000 in Sydney die erste Frau Dschibutis bei Olympischen Spielen. 2004 verzichtete Dschibuti auf eine Teilnahme an den Spielen von Athen.
2008 in Peking kehrte das Land auf die olympische Bühne zurück. 2012 in London kam erstmals ein Schwimmer des Landes zum Einsatz. Der Leichtathlet Mumin Gala erreichte eine Finalteilnahme im 5000-Meter-Lauf, bei dem er Platz 13 erzielte. 2016 in Rio de Janeiro wechselte Gala auf die Marathonstrecke und kam als 12. ins Ziel. Ayanleh Souleiman qualifizierte sich für das 1500-Meter-Finale und wurde dort Vierter. 2020 in Tokio nahm Dschibuti mit vier Sportlern teil.

## IOC-Mitglied
Mit Aïcha Garad Ali stellt Dschibuti ein Mitglied des IOC. Die ehemalige Handballnationalspielerin und -trainerin Garad Ali, die seit 2005 die Präsidentin des dschibutischen NOKs ist, wurde 2012 zum IOC-Mitglied gewählt.

## Übersicht der Teilnehmer

### Sommerspiele
| Jahr      | Athleten           | Athleten           | Athleten           | Sportarten         | Sportarten         | Sportarten         | Sportarten         | Sportarten         | Medaillen          | Medaillen          | Medaillen          | Medaillen          | Medaillen          |
| Jahr      | Gesamt             |                    |                    |                    |                    |                    |                    |                    |                    |                    |                    | Medaillen – Gesamt | Rang               |
| --------- | ------------------ | ------------------ | ------------------ | ------------------ | ------------------ | ------------------ | ------------------ | ------------------ | ------------------ | ------------------ | ------------------ | ------------------ | ------------------ |
| 1896–1980 | nicht teilgenommen | nicht teilgenommen | nicht teilgenommen | nicht teilgenommen | nicht teilgenommen | nicht teilgenommen | nicht teilgenommen | nicht teilgenommen | nicht teilgenommen | nicht teilgenommen | nicht teilgenommen | nicht teilgenommen | nicht teilgenommen |
| 1984      | 3                  | 3                  | 0                  | 3                  |                    |                    |                    |                    |                    |                    |                    |                    |                    |
| 1988      | 5                  | 5                  | 0                  | 5                  | 1                  |                    |                    |                    |                    |                    | 1                  | 1                  | 46                 |
| 1992      | 8                  | 8                  | 0                  | 5                  | 1                  | 2                  |                    |                    |                    |                    |                    |                    |                    |
| 1996      | 5                  | 5                  | 0                  | 3                  | 2                  |                    |                    |                    |                    |                    |                    |                    |                    |
| 2000      | 2                  | 1                  | 1                  | 2                  |                    |                    |                    |                    |                    |                    |                    |                    |                    |
| 2004      | nicht teilgenommen | nicht teilgenommen | nicht teilgenommen | nicht teilgenommen | nicht teilgenommen | nicht teilgenommen | nicht teilgenommen | nicht teilgenommen | nicht teilgenommen | nicht teilgenommen | nicht teilgenommen | nicht teilgenommen | nicht teilgenommen |
| 2008      | 2                  | 1                  | 1                  | 2                  |                    |                    |                    |                    |                    |                    |                    |                    |                    |
| 2012      | 4                  | 2                  | 2                  | 2                  |                    | 1                  | 1                  | 1                  |                    |                    |                    |                    |                    |
| 2016      | 7                  | 6                  | 1                  | 5                  |                    | 1                  | 1                  |                    |                    |                    |                    |                    |                    |
| 2020      | 4                  | 3                  | 1                  | 2                  |                    | 1                  | 1                  |                    |                    |                    |                    |                    |                    |
| 2024      | 7                  | 5                  | 2                  | 4                  |                    | 1                  | 2                  |                    |                    |                    |                    |                    |                    |
| Gesamt    | Gesamt             | Gesamt             | Gesamt             | Gesamt             | Gesamt             | Gesamt             | Gesamt             | Gesamt             | 0                  | 0                  | 1                  | 1                  |                    |

### Winterspiele
| Jahr      | Athleten           | Athleten           | Athleten           | Sportarten         | Medaillen          | Medaillen          | Medaillen          | Medaillen          | Medaillen          |
| Jahr      | Gesamt             |                    |                    | Sportarten         |                    |                    |                    | Medaillen – Gesamt | Rang               |
| --------- | ------------------ | ------------------ | ------------------ | ------------------ | ------------------ | ------------------ | ------------------ | ------------------ | ------------------ |
| 1924–2022 | nicht teilgenommen | nicht teilgenommen | nicht teilgenommen | nicht teilgenommen | nicht teilgenommen | nicht teilgenommen | nicht teilgenommen | nicht teilgenommen | nicht teilgenommen |
| Gesamt    | Gesamt             | Gesamt             | Gesamt             | Gesamt             | 0                  | 0                  | 0                  | 0                  | -                  |

## Liste der Medaillengewinner

### Goldmedaillen
Bislang (Stand August 2024) keine Goldmedaillen

### Silbermedaillen
Bislang (Stand August 2024) keine Silbermedaillen

### Bronzemedaillen
| Name        | Spiele     | Sportart       | Disziplin    |
| ----------- | ---------- | -------------- | ------------ |
| Ahmed Salah | 1988 Seoul | Leichtathletik | Marathonlauf |

## Medaillen nach Sportart
| Sportart       | Gold | Silber | Bronze | Gesamt |
| Leichtathletik | 0    | 0      | 1      | 1      |
| Gesamt         | 0    | 0      | 1      | 1      |